# Jürg Glauser
Jürg Glauser (* 1951 in Zürich) ist ein Schweizer Skandinavist und emeritierter Universitätsprofessor.

## Leben
Von 1958 bis 1971 besuchte Glauser die Schulen Küsnacht, Zürich und Reykjavík (Matura). Von 1971 bis 1979 studierte er Nordistik, Germanistik und Europäische Volksliteratur an den Universitäten Zürich, Uppsala, Oslo und Kopenhagen. Von 1976 bis 1989 arbeitete er als nebenamtlicher Lehrer an der Dolmetscher- und Übersetzerschule Zürich. 1981 wurde er bei Oskar Bandle an der Universität Zürich in Nordischer Philologie promoviert und war danach bis 1986 Assistent für Nordische Philologie am Deutschen Seminar der Universität Zürich. Von 1986 bis 1989 arbeitete er als Angestellter des Schweizerischen Nationalfonds und anschliessend von 1989 bis 1991 als Oberassistent am Deutschen Seminar an der Universität Zürich. 1991 wurde er an der Universität Zürich für Nordische Philologie habilitiert.
Glauser lehrte von 1992 bis 1994 als C3-Professor für Nordische Philologie an der Universität Tübingen. Von 1994 bis zu seiner Emeritierung 2017 war er ordentlicher Professor für Nordische Philologie an den Universitäten Basel und Zürich (Koordinationslehrstuhl). Von 2008 bis 2010 amtierte er zugleich als Dekan der Philosophisch-Historischen Fakultät der Universität Basel.

## Schriften (Auswahl)
Als Autor:
- Isländische Märchensagas. Studien zur Prosaliteratur im spätmittelalterlichen Island. Helbing & Lichtenhahn, Basel 1983, ISBN 3-7190-0837-1 (Dissertation, Universität Zürich, 1981).
- Island. Eine Literaturgeschichte. Metzler, Stuttgart 2011, ISBN 978-3-476-02321-6.

Als Herausgeber:
- mit Julia Zernack: Germanentum im fin de siècle. Wissenschaftsgeschichtliche Studien zum Werk Andreas Heuslers. Schwabe, Basel 2005, ISBN 3-7965-2163-0.
- Skandinavische Literaturgeschichte. Metzler, Stuttgart 2006; 2. Auflage 2016, ISBN 978-3-476-02454-1.
- 50 Jahre Skandinavistik in der Schweiz. Eine kurze Geschichte der Abteilungen für Nordische Philologie an der Universität Basel und der Universität Zürich 1968–2018. Narr Francke Attempto, Tübingen 2019, ISBN 3-7720-8679-9.

Festschrift:
- Klaus Müller-Wille u. a. (Hrsg.): Skandinavische Schriftlandschaften. Vänbok till Jürg Glauser (= Beiträge zur nordischen Philologie. Band 59). Narr/Francke/Attempto, Tübingen 2017, ISBN 978-3-7720-8628-1.